# Bodas de Polonia con el Mar

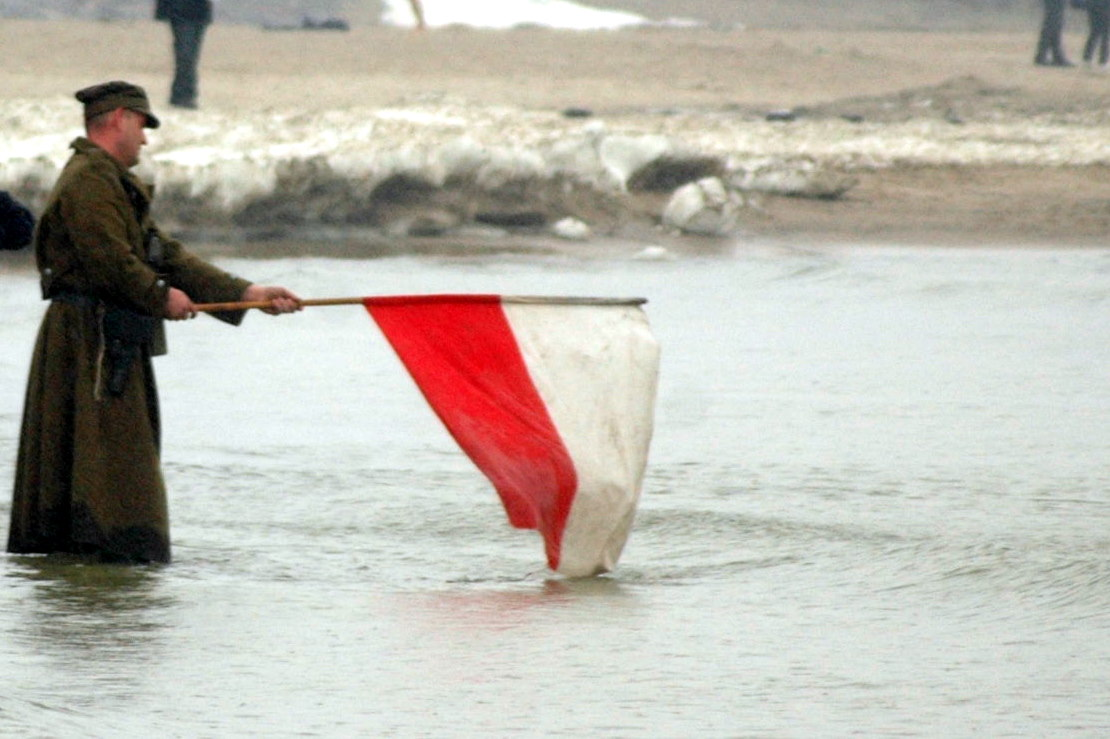
Escenificación de la ceremonia de las Bodas de Polonia con el Mar en Kołobrzeg, año 2010

Las Bodas de Polonia con el Mar es el nombre dado a dos sucesos de la Historia de Polonia durante el siglo XX, relacionados con la restauración del acceso soberano del estado polaco al Mar Báltico y la crucial importancia de este mar para el desarrollo de la economía polaca.
El primer evento ocurrió el 10 de febrero de 1920, por iniciativa del general polaco Józef Haller, con el ministro del interior Stanisław Wojciechowski, y se realizó en la localidad costera de Puck para simbolizar la recuperación del acceso al Mar Báltico por parte de la Polonia independiente, acceso perdido debido a las Particiones de Polonia del siglo XVIII y XIX. En una breve ceremonia, con presencia de tropas y funcionarios, el general Haller sumergió brevemente una bandera polaca en el Mar Báltico y luego arrojó un pequeño anillo a las aguas, dando luego un discurso sobre la importancia económica del acceso al mar para Polonia.
El acto de las "Bodas con el mar" se repitió el 18 de marzo de 1945 en la ciudad alemana de Kolberg, recién tomada por tropas polacas tras vencer a fuerzas alemanas en la Batalla de Kolberg, en tanto dicha localidad queda situada en la costa del Mar Báltico. En esa ocasión las tropas vencedoras del Primer Ejército Polaco repitieron el ritual sumergiendo la bandera polaca las aguas y arrojando un anillo, con un similar discurso enfatizando la necesidad de Polonia de contar con acceso libre al mar. La ciudad de Kolberg quedó anexada a Polonia en 1945 junto con el resto de la antigua Pomerania alemana.
Respecto de ambas ceremonias se conservan a la fecha monumentos memoriales tanto en Puck como en Kołobrzeg, mientras que el acto fue escenificado simbólicamente por las autoridades polacas en el año 2010 al cumplirse 90 años de la primera ceremonia.
- Datos: Q2670974
- Multimedia: Poland's Wedding to the Sea / Q2670974